# Arti marziali miste
Le arti marziali miste (in inglese mixed martial arts, in acronimo MMA) sono uno sport da combattimento a contatto pieno, basato su colpi, prese e lotta a terra, che incorpora tecniche sportive delle arti marziali (come karate, muay thai, jiu jitsu brasiliano, taekwondo, judo, sambo) e degli sport da combattimento in generale (come lotta libera, grappling, pugilato, kickboxing, wrestling, lotta greco-romana). Il primo uso documentato del termine "arti marziali miste" fu in una recensione di UFC 1 da parte del critico televisivo Howard Rosenberg nel 1993. Talvolta sono impropriamente chiamate free fight o no holds barred e confuse con il vale tudo dal quale però derivano.

## Storia

### Radici delle arti marziali miste

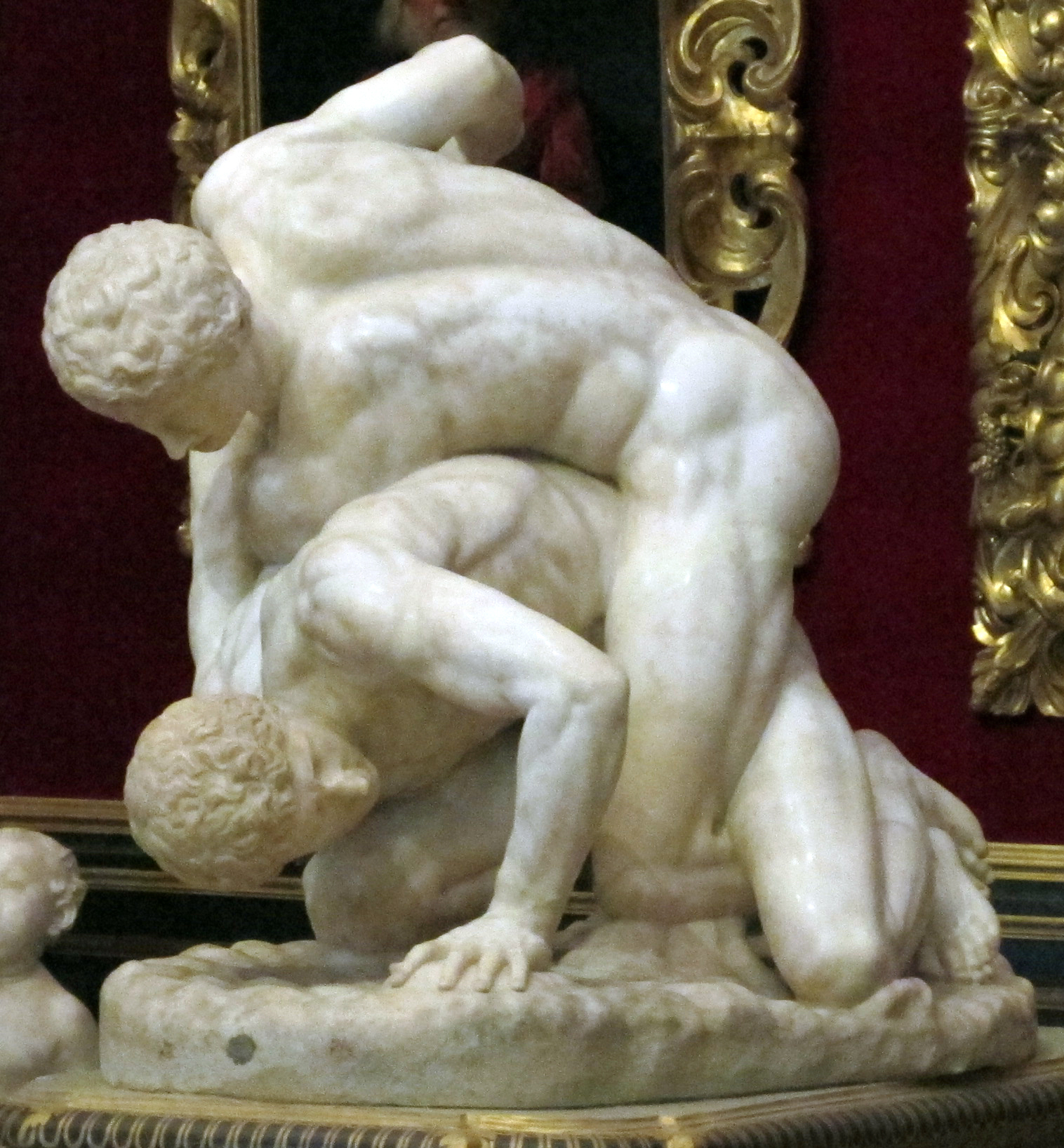
Un pancratium romano, evento rappresentato al Colosseo. Fino all'alto medioevo, a Roma e altre città erano diffuse statue che rappresentavano i grandi pancrazisti antichi.

#### Pancrazio e storia antica
Questo sport è, nello spirito, erede della tradizione dell'antico pancrazio greco. Gli antichi greci introdussero questa disciplina nei Giochi olimpici nel 648 a.C., in essa non solo si combinavano il pugilato e la lotta, ma il regolamento consentiva agli atleti di utilizzare ogni tecnica possibile per sconfiggere l'avversario, anche le più efferate, tanto che lo scontro era al limite fra disciplina sportiva e combattimento militare. Il pancrazio si diffuse anche nella società romana e gli atleti greci spesso combattevano nelle arene. Quando nel 393, l'imperatore Teodosio I proibì per editto le festività pagane, come i giochi olimpici, anche le discipline da combattimento antiche come i giochi circensi e lo stesso pancrazio vennero bandite. Di esso quindi si perse la memoria nel successivo medioevo, anche se è oggetto di dibattito fra gli studiosi se possa essere sopravvissuto in qualche nicchia limitata all'interno della società bizantina.

#### I combattimenti misti del 1900

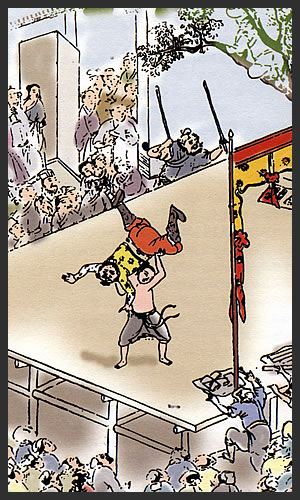
Un combattente cinese si prepara a lanciare il suo avversario durante una gara di tai di lei nell'antica Cina.

Fino al XIX secolo non vi è notizia di competizioni sportive da combattimento con l'impiego in simultanea di tecniche pugilistiche e di lotta, ma nelle colonie del Nord America i praticanti inglesi del Lancashire catch as catch can a volte si cimentavano in scontri quasi senza regole detti rough and tumble. Nei paesi anglo-sassoni tuttavia si iniziò ad organizzare incontri, soprattutto in fiere e circhi, che impegnavano praticanti di pugilato contro praticanti di Taekwondo oppure lottatori di varie specialità differenti. Questi incontri erano conosciuti con il termine di no-holds-barred ed erano spettacoli d'intrattenimento più che un vero e proprio sport.
Negli Stati Uniti, il primo maggiore incontro fra un pugile ed un lottatore in epoca contemporanea avvenne nel 1887, quando John L. Sullivan, l'allora campione mondiale dei pesi massimi di pugilato, salì sul ring con il suo allenatore, il campione di greco-romana William Muldoon, e fu sbattuto al suolo in due minuti. Il successivo incontro pubblicizzato avvenne nel decennio successivo, quando il futuro campione dei pesi massimi Bob Fitzsimmons sconfisse il campione europeo di lotta greco-romana Ernest Roeber. Nel 1936, il peso massimo Kingfish Levinsky e il wrestler professionista Ray Steele si incontrarono per una sfida che Steele vinse in 35 secondi.

#### IlBartitsu
A cavallo fra il XIX ed il XX secolo, l'ingegnere britannico Edward William Barton-Wright offrì il suo contributo allo sviluppo di sistemi di combattimento misti. Egli non solo fu fra i primi ad introdurre in Occidente lo studio e la pratica di discipline orientali, ma dopo aver speso molti anni in oriente ed in particolare in Giappone, sviluppò l'idea che i migliori elementi delle varie arti marziali potessero essere combinati in un'unica disciplina efficace per l'auto-difesa in una società disarmata. Egli fondò un'arte marziale in cui confluivano: pugilato, savate, kōdōkan judo, jujitsu, schwingen e canne de combat, studiando attivamente sia il combattimento a distanza che ravvicinato, a mani nude o con bastoni o in piedi e a terra. La disciplina si chiamava bartitsu, fondendo il suo cognome con il termine "ju-jitsu". Il bartitsu fu la prima arte marziale conosciuta a combinare stili di combattimento europei ed asiatici. Inoltre Barton organizzò spesso in Inghilterra incontri in cui si confrontavano rappresentanti di lotta europea e campioni giapponesi. Ciò nonostante, dopo la morte di Barton, la scuola del bartitsu entrò in declino e fu riscoperta solo nel secolo successivo.

#### L'influenza statunitense
Verso la fine del XIX secolo, in Giappone si diffusero incontri di combattimento interstile, conosciuti come Merikan, dallo slang giapponese per indicare un "combattimento americano". Gli incontri di merikan mettevano in competizione un lottatore asiatico, che poteva solo effettuare prese di jujitsu, contro uno occidentale che poteva colpire con pugni; ben presto praticanti di judo iniziarono a prendere il sopravvento, scoraggiando l'interesse degli statunitensi per la disciplina.
Dopo la prima guerra mondiale, gli scontri di lotta in Occidente seguivano due filoni principali. Da una parte vi erano le competizioni cosiddette "shoot", con combattimenti fisici che terminavano con la sconfitta dell'avversario; dall'altra parte le competizioni "show", in cui gli scontri seguivano coreografie trasformandosi in veri e propri spettacoli, con professionisti che erano al tempo stesso atleti e attori; da questi ultimi si sarebbe poi originato l'odierno wrestling.
Fra la fine degli anni sessanta e l'inizio degli anni settanta del XX secolo, il concetto di combinare elementi di varie arti marziali fu popolarizzato da Bruce Lee, con l'introduzione del suo jeet kune do. Lee riteneva che si dovessero usare solo le tecniche effettive in combattimento, da qualsiasi fonte provenissero: un combattente dovesse essere flessibile e adattabile come l'acqua. Egli attualizzò ciò che Barton aveva già anticipato in Inghilterra anni prima e lo portò sotto i riflettori in Nord America e poi, di riflesso, nel resto del mondo.
Queste idee furono di ispirazione per il consolidamento dell'odierno sistema di MMA, nonostante l'ambito sia diverso: la competizione agonistica per le MMA, l'autodifesa e il combattimento da strada per Lee, che in particolare rifiutava il confronto sportivo come fine a se stesso. Il jeet kune do fu importante anche per lo sviluppo di sistemi di arti marziali ibride. Nel 2004 il presidente dell'UFC Dana White avrebbe addirittura definito Bruce Lee il "padre delle arti marziali miste", affermando:"Se fate caso al modo in cui Bruce Lee si allenava, il modo in cui combatteva, e le varie cose che scrisse, egli disse che lo stile perfetto era il non avere stile. Si deve prendere un po' di qualcosa da tutto. Si prendono le cose buone da ogni differente disciplina, si impiega quel che funziona e getta via il resto".
Il movimento che portò definitivamente alla creazione delle attuali scene di arti marziali miste americane e giapponesi scaturisce da due sotto-culture interconnesse e da due stili di lotta: brazilian jiu-jitsu e shoot wrestling. I primi emersero negli incontri di vale tudo in Brasile, seguiti poi dagli spettacoli shooto in Giappone.

### Verso il moderno sport

#### La famiglia Gracie
La pratica del vale tudo iniziò negli anni venti del XX secolo e divenne famosa con la "disfida dei Gracie" (o Gracie challenge) istituita da Carlos Gracie ed Hélio Gracie, poi portata avanti dai loro discendenti. I tornei di vale tudo erano combattimenti liberi e molto cruenti, il termine in portoghese infatti significa "vale tutto" e il regolamento vietava solo morsi, graffi e dita negli occhi. In questo tipo di competizione, primeggiavano due scuole: la scuola di ju-jitsu dei Gracie, per l'appunto, e quella di Luta livre. Il Brazilian Jiu Jitsu divenne rapidamente popolare per la sua efficacia, dato che i membri della famiglia Gracie si imposero spesso nei tornei. Hélio divenne la figura di riferimento, essendo il capo scuola ed il maggiore esperto nella famiglia.
Negli anni novanta suo nipote Rorion Gracie emigrò in America dove aprì le prime scuole di Jiu Jitsu brasiliano negli Stati Uniti ed organizzò lo Ultimate Fighting Championship o UFC, seguendo le regole che già erano del vale tudo. La prima edizione si tenne il 12 novembre 1993, e nacque come torneo a otto partecipanti, senza limiti di peso o tempo, con pochissime regole (niente dita negli occhi, niente morsi, i colpi ai genitali erano solo multati, si potevano liberamente dare testate e colpi ad avversari finiti a terra, ecc.), con l'intento di mettere a confronto maestri di varie discipline per dimostrare quale fosse, in teoria, "l'arte marziale finale". I primi tornei procedevano per eliminazione diretta e chi si aggiudicava la finale vinceva ben 50 000 $. Suo fratello Royce Gracie si distinse vincendo tre delle prime quattro competizioni, sconfiggendo nella prima ben tre sfidanti in meno di cinque minuti totali. La famiglia Gracie divenne una figura chiave nel circuito delle MMA e Royce con le sue vittorie diede visibilità internazionale a questa competizione, al Brazilian Jiu Jitsu e al regolamento vale tudo.

#### Antonio Inoki ed il wrestling giapponese
In Giappone, invece, match di pro-wrestling basati su incontri interstile, conosciuti come Ishu Kakutōgi Sen (異種格闘技戦, letteralmente "scontri di sport da combattimento eterogenei") divennero popolari con Antonio Inoki negli anni settanta. Inoki era un allievo di Rikidōzan, ma anche di Karl Gotch che allenò molti lottatori giapponesi nel catch wrestling. Egli promosse incontri detti Shoot wrestling o Shoot fighting, nei quali si distinsero campioni come: Tatsumi Fujinami, Yoshiaki Fujiwara, Satoru Sayama (meglio noto come "Tiger Mask"), Masami Soranaka ed Akira Maeda, fra i più famosi lottatori professionisti giapponesi di quel periodo. Nel 1985 venne creata l'organizzazione di arti marziali miste Shooto, seguita nel 1993 dal torneo Pancrase; chiamato così in onore del pancrazio antico, anche se in realtà era una derivazione dello shoot wrestling.
Parallelamente, la diffusione dell'idea di combinare lotta e percussioni influenzò Azuma Takashi, cintura nera di karate kyokushinkai e judo, che contribuì a diffondere l'idea di confrontare e combinare più stili sviluppando alla fine del XX secolo l'arte marziale ibrida nota come daido juku kudo. Takashi attingeva a tecniche e metodi di allenamento di vari sport da combattimento, per poi organizzare incontri analoghi a quelli delle arti marziali miste (ma con alcune differenze come la presenza del gi, di caschi protettivi e di un limite di tempo per la lotta a terra). Incoraggiava i propri allievi a confrontarsi anche in altre discipline e in altri tornei.
I primi tornei di vale tudo in Giappone si tennero nel 1994 e nel 1995, sulla scia dell'UFC americano e vennero vinti entrambi da un altro esponente della famiglia Gracie, Rickson. Nel 1997, in Giappone, l'interesse per questo sport sfocia infine nella nascita dell'organizzazione di arti marziali miste Pride Fighting Championship, La principale manifestazione dello sport assieme all'UFC.
Nel 1999 Ozawa Takashi nello stessi tempo fondava il karate Zendokai. Essa è infatti un'arte marziale mista che differentemente dalle Mma ha un programma tecnico ben definito.
Il termine "Mixed martial arts" venne invece coniato da Rick Blume, presidente e CEO della Battlecade, un altro torneo organizzato in Nord America dopo i primi UFC, nel 1995.

### Regolamentazione: le "unified rules"

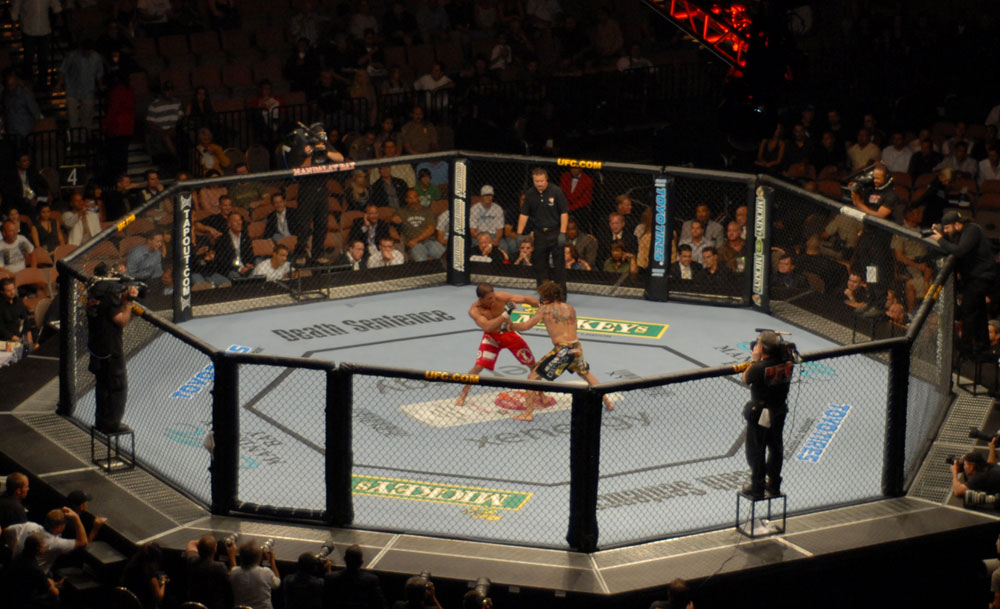
Clay Guida e Marcus Aurelio durante l'UFC 74.

Negli anni successivi, le MMA continuarono a diffondersi e svilupparsi, arrivando ad ottenere un interesse mediatico capace di rivaleggiare con il pugilato e il pro-wrestling. Anche per questo motivo, dato che i combattimenti potevano risultare troppo cruenti per un pubblico sempre più vasto, oltre che per preservare la salute degli atleti, nella UFC prima e in altre organizzazioni poi si aggiunsero progressivamente regole che limitavano i lottatori rispetto al regolamento vale tudo (che anzi spesso in molti paesi venne ritenuto alle soglie della legalità, quando non praticato soltanto in incontri clandestini), pur mantenendo le MMA come lo sport da combattimento più libero e flessibile di tutti, fino a giungere agli standard attuali. I vari tornei nati dopo il 1993 erano tutti identici nella sostanza di base, ma introducevano via via piccole differenze nelle regole che li differenziavano fra loro. In quasi tutti gli stati americani per esempio divennero illegali le competizioni di sport da combattimento che non avessero categorie di peso, protezioni minime e limiti di tempo, perciò i tornei di MMA si dovettero adeguare, allontanandosi dal formato originario.
Nell'aprile del 2000, la California State Athletic Commission, votò all'unanimità una serie di regolamentazioni che divennero poi la base per le Regole Unificate delle Arti Marziali Miste (Unified Rules of Mixed Martial Arts). Tuttavia quando la legislazione fu sottoposta ad analisi giuridica, si determinò che lo sport era al di fuori della giurisdizione della CSAC, rendendo il voto superfluo. Nel settembre del 2000, la New Jersey State Athletic Control Board iniziò a consentire che si svolgessero incontri nel New Jersey. L'intento era di osservarli direttamente per raccogliere informazioni sufficienti a stabilire un comprensivo set di regole per regolamentare effettivamente lo sport. Il 3 aprile 2001, la NJSACB ordinò un meeting per discutere di ciò nel tentativo di unire le miriadi di regolamentazioni che sono state utilizzate negli anni dalle differenti organizzazioni di arti marziali miste. Le già proposte regole unificate vennero accolte dal NJSACB, diversi altri corpi regolamentativi, numerosi promotori di eventi di arti marziali miste e altre fazioni interessate nel circuito. Alla conclusione del meeting, tutte le parti si accordarono su un set unificato di regole per governare lo sport delle mixed martial arts. Le regole adottate dal NJSACB sono diventate de facto il set standard di regole per incontri professionistici di arti marziali miste in Nord America. Nel 2009 passò all'unanimità una mozione, proposta nell'annuale incontro della Association of Boxing Commissions, per adottare queste regole sotto il nome di "Unified Rules of Mixed Martial Arts".
In conseguenza di questa mozione l'acronimo MMA indica uno sport praticato con le regole unificate (unified rules) nei suoi tornei, gare o incontri combattuti secondo le sue specifiche (con minime variazioni), sebbene diverse ed importanti organizzazioni non statunitensi continuino ad utilizzare differenti set di regole come il regolamento Pride o le regole globali (global fight rules).

### Crescita mediatica

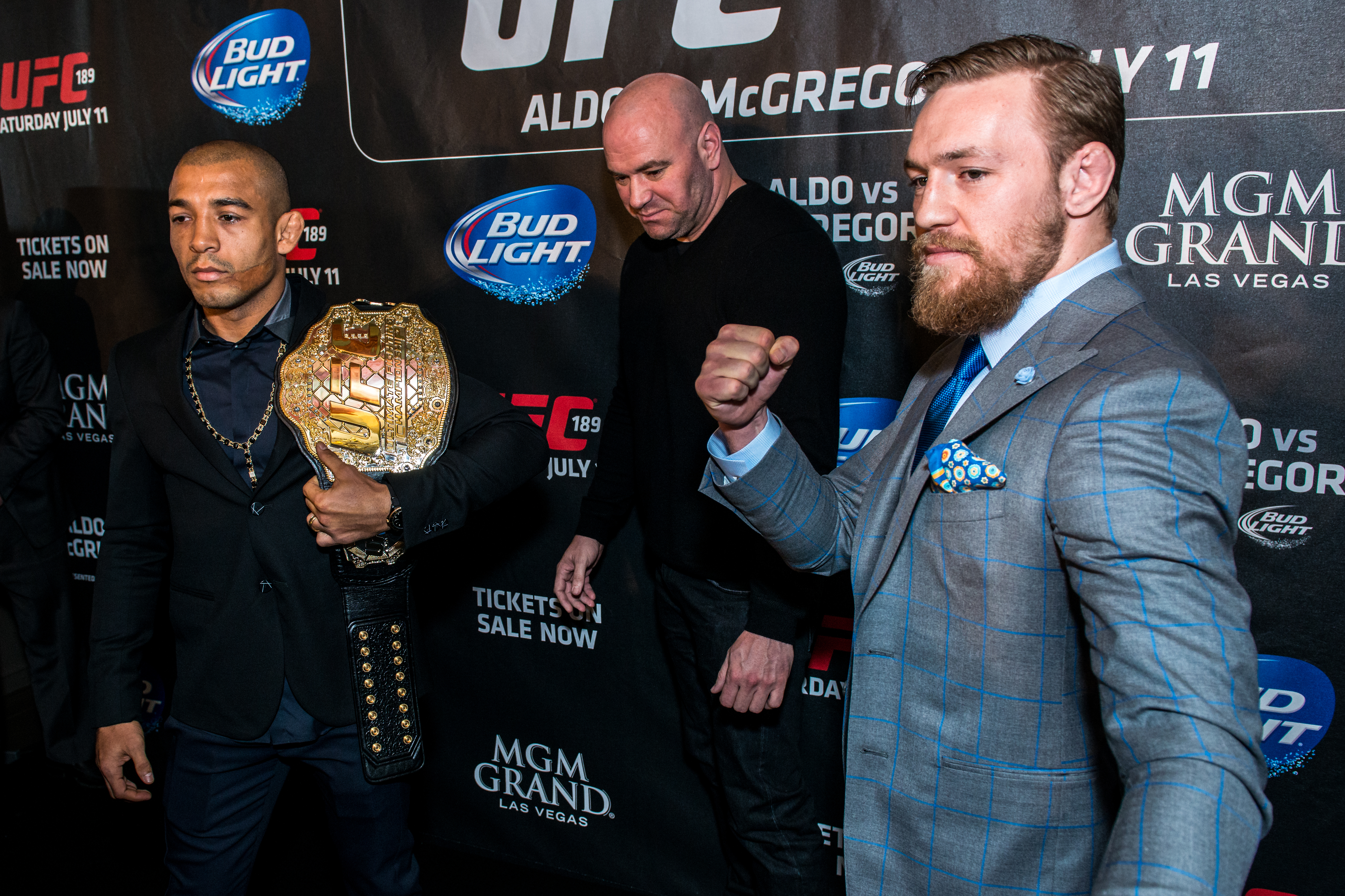
José Aldo vs. Conor McGregor, UFC 189

Lo sport ha raggiunto un nuovo picco di popolarità nel dicembre del 2006 in Nord America durante l'UFC 66 nel combattimento fra l'allora campione dei pesi mediomassimi Chuck Liddell e il precedente campione Tito Ortiz, rivaleggiando le vendite pay-per-view di alcuni dei più grandi incontri di arti marziali miste di sempre e aiutando la PPV dell'UFC del 2006 a sorpassare quelle di qualsiasi altra promozione PPV nella storia.
Nel 2007 la Zuffa, promotore dei marchi UFC MMA promotion, comprò il brand rivale giapponese Pride FC, fondendo i lottatori sotto contratto in un'unica organizzazione similmente a quanto è accaduto in altri sport, come la fusione fra AFL e NFL avvenuta nel football americano.
Da quando c'è stata l'esplosione dell'UFC nei media mainstream nel 2006 e dopo la fusione nel 2007 con il Pride e il conseguente acquisto del WEC, poche compagnie hanno presentato competizione.
Tuttavia numerose organizzazioni hanno promosso spettacoli significativi nel rivaleggiare con l'UFC, tra queste vi erano: Strikeforce, Bellator, Dream, IFL ed EliteXC.
Il 30 aprile 2011, a Toronto, l'UFC stabilì un nuovo record di pubblico con l'UFC 129 portando 55.724 spettatori al Rogers Centre, l'evento segnò anche il record di incasso nelle MMA che è ammontato a $ 12.075.000, il più alto ingaggio a Toronto per qualsiasi evento. L'UFC 129 potrebbe detenere anche il record per l'intero Canada, non considerando gli introiti per le Olimpiadi invernali del 2010.

### Sviluppo dei combattimenti
Come risultato dell'incrementato numero di praticanti, campi di allenamento organizzati, diffusione di informazioni e moderna chinesiologia, la comprensione dell'efficacia in combattimento di differenti strategie è stata notevolmente aumentata. Il commentatore UFC Joe Rogan affermò che le arti marziali si sono evolute di più negli anni successivi al 1993 che nei 700 anni precedenti.
L'alto profilo delle moderne promozioni di MMA come l'UFC e il Pride hanno stimolato uno sviluppo accelerato di questo sport. I primi anni '90 videro una larga varietà di stili tradizionali competere negli incontri. Ad ogni modo, le prime edizioni videro differenti livelli di successo fra le varie discipline. Le arti marziali miste quindi fin dai primi tornei di UFC hanno dato la scintilla ad una generale evoluzione negli stili dei combattenti: quando vennero indetti, infatti, il panorama mondiale delle arti marziali venne scosso dalla messa in luce di tattiche, strategie e impostazioni che localmente erano già diffuse da tanto tempo (soprattutto nei vale tudo) ma che internazionalmente erano ancora terreno fertile di scoperta, studio e applicazione. La ribalta delle arti marziali miste provocò l'evoluzione dei metodi di allenamento e degli stili di combattimento di atleti e marzialisti che volevano confrontarsi in questi tornei aperti, facendo emergere soprattutto la necessità di imparare tipologie diverse di confronto.
L'esito dei primi tornei dell'UFC faceva sembrar sì che la maggior parte dei combattimenti venissero risolti nella lotta a terra, il che metteva in svantaggio i praticanti di arti basate principalmente sulle percussioni (detti "strikers") nei confronti di coloro che si specializzavano nella lotta a terra (detti "grapplers"). I membri della famiglia Gracie, particolari specialisti di questo tipo di combattimento e già da decenni esperti interpreti del formato del vale tudo (come lo erano i primi UFC) e dell'incrociare stili diversi, non ebbero difficoltà ad imporsi rapidamente contro avversari praticanti di una sola disciplina pura e che spesso non avevano esperienza nell'affrontare un avversario esperto in prese e leve, quando non ignoravano letteralmente cosa aspettarsi e quali risposte dare a simili iniziative.

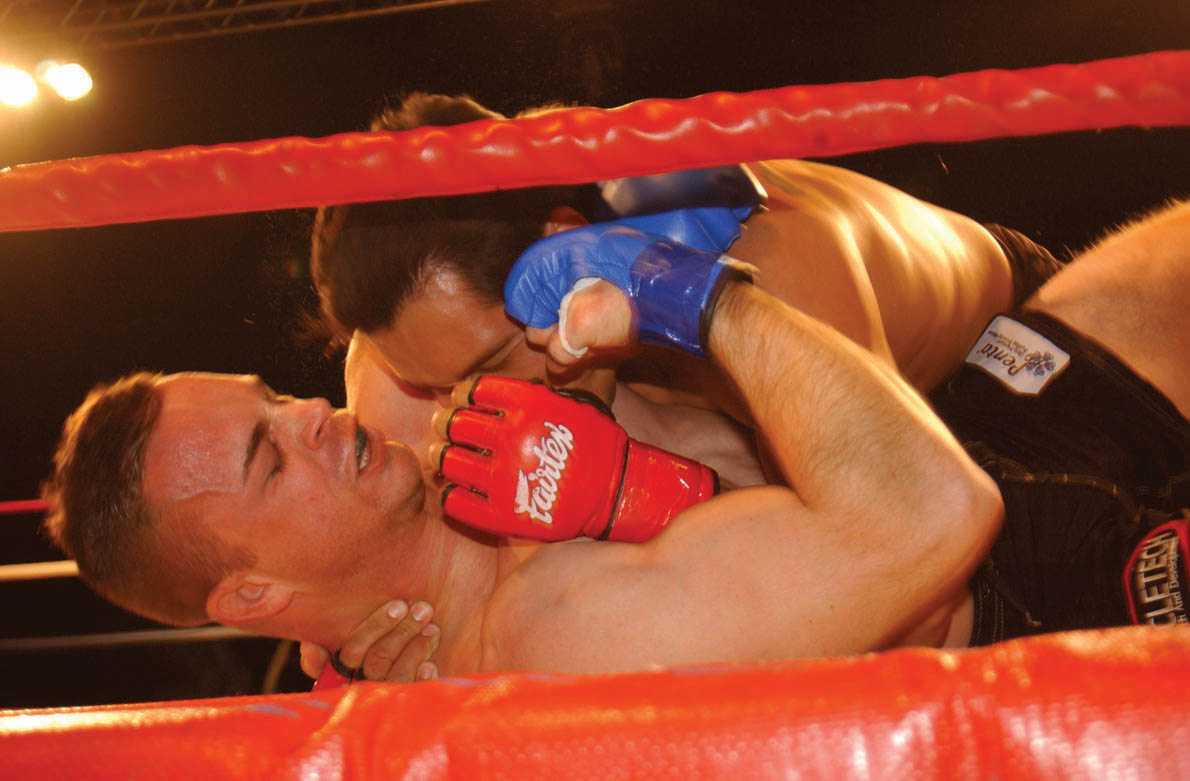
Due lottatori impegnati in una fase di grappling durante un incontro di MMA.

Successivamente furono i praticanti americani di lotta olimpica a dominare, essi sfruttavano la loro superiorità nella lotta in piedi e l'eccellente preparazione atletica per atterrare l'avversario, bloccarlo al suolo e da lì costringerlo alla resa anche solo mettendolo KO semplicemente scaricando pugni da una posizione di netto vantaggio (un metodo detto "ground and pound", ovvero "atterralo e colpiscilo"). Wrestlers come Dan Severn, Don Frye e Mark Coleman furono fra i pionieri nell'UFC di questa tattica. I lottatori olimpici vinsero il maggior numero di tornei UFC senza regole (1-12), conquistando ben sei edizioni delle dodici totali. Nei tornei giapponesi invece ottenevano abbastanza successo gli shoot wrestlers che offrivano una buona combinazione di tecniche di lotta libera e di catch wrestling. Divenne quindi importante per un combattente versatile ed efficiente lo studio della lotta ed in particolare di uno stile che contemplasse tecniche di sottomissione. Il rilievo che ebbe nei tornei di MMA ha addirittura contribuito a codificare una nuova disciplina sportiva internazionale (ora riconosciuto dalla Federazione Internazionale delle Lotte Associate) detta semplicemente submission wrestling o submission grappling che non ammette techniche pugilistiche o di calci ma che permette le tecniche di lotta e le techniche di sottomissione usate nelle arti marziali miste, senza l'utilizzo del gi.
Alla fine degli anni novanta gli "strikers" impararono a prevenire l'atterramento e divennero più esperti nella lotta a terra, riuscendo più spesso a continuare a combattere in piedi. La palestra Chute Boxe in Brasile produsse molti campioni che si imposero adattando le tecniche di muay thai alla realtà del combattimento stile MMA. Esempi degli atleti di Chute boxe sono Wanderlei Silva ed Anderson Silva. In contrapposizione al ground and pound si diffuse anche lo "sprawl and brawl" (ovvero "stai in piedi ed azzuffati"). Lo studio di tecniche di percussione, sia sulla distanza lunga (semplici calci e pugni) sia soprattutto su quella corta (gomiti e ginocchiate, in particolare in fase di contatto detta clinching) riacquistò così notevole importanza, anche se in alcuni tornei risultò minore poiché il regolamento proibiva in parte o del tutto le tecniche più pericolose come le gomitate o i calci a terra.
Per questi motivi, se all'inizio nei tornei di MMA si confrontavano rappresentanti di singole scuole con le loro proprie metodologie ed impostazioni (spesso adattate ad un tipo di confronto che prevedeva regole, obiettivi e necessità differenti), al giorno d'oggi chi si cimenta nelle arti marziali miste è quasi sempre indotto o tenuto a studiare differenti discipline, sia per eseguire al meglio nello scambio di colpi, sia per padroneggiare appieno le fasi di lotta. Questa pratica viene detta "cross-training", cioè allenamento incrociato, ad indicare che un atleta pratica contemporaneamente più sport da combattimento dai quali attinge quel bagagliaio di tecniche ed esperienza specifico per confrontarsi nelle modalità espresse delle MMA. Soprattutto dopo l'avvento del XXI secolo si sono inoltre diffusi corsi sportivi specifici di MMA, nei quali cioè non si studiano separatamente vari settori (es. percussioni con guantoni, percussioni a mani nude, lotta in piedi, lotta a terra ecc.) ma l'allenamento prevede direttamente lo studio e la pratica del tipo di incontro che si verifica nelle MMA e quindi una fase pugilistica con guantini, una fase di contatto e una di lotta al suolo in cui è previsto lo scambio di colpi; il tutto secondo uno stile oramai a sé stante, diverso quindi da quello che può avere chi compete specificatamente per incontri di una particolare specialità.
A partire dagli ultimi anni '90 sia gli strikers che i grapplers hanno avuto successo nelle MMA anche se al giorno d'oggi è raro vedere un combattente non allenato sia nelle percussioni che nella lotta raggiungere alti livelli di competizione. In genere le discipline più allenate per studiare i vari aspetti del combattimento sono: la lotta olimpica, la muay thai, il submission grappling, il brazilian jiu-jitsu, la kickboxing e il pugilato, tuttavia capita che alcuni atleti provengano da altri stili come: il judo, il taekwondo, il karate kyokushinkai, il sambo e il sanda.
Nel novembre 2005, il riconoscimento dell'efficacia delle arti marziali miste come pratica sportiva da combattimento arrivò quando l'Esercito degli Stati Uniti la inserì all'interno dei primi annuali tornei intramilitari dell'Army Combatives Championships organizzati dalla US Army Combatives School.

## Descrizione
La definizione deriva dal fatto che queste competizioni erano in origine un confronto diretto fra discipline differenti, sebbene nel corso degli anni i praticanti abbiano progressivamente adattato le tecniche più efficienti di ogni singola arte marziale, combinando stili diversi fra loro. Per questa ragione, ad oggi le arti marziali miste si sono di fatto evolute in uno stile a sé stante, che mescola elementi di tutti gli altri.
Gli incontri di MMA hanno sempre inizio con il combattimento in piedi, che può poi eventualmente proseguire a terra. Gli atleti possono vincere ai punti, per knock-out o per sottomissione (cioè costringendo l'avversario alla resa tramite leva o strangolamento).

### Terminologia
- Clinch: viene così definita una fase del combattimento durante la quale i due contendenti si immobilizzano afferrandosi in piedi, allo scopo di impedire all'avversario di portare colpi efficaci o anche per poi effettuare una transizione passando ad una fase di lotta a terra grazie ad una proiezione; un tipo di clinch molto efficace ed utilizzato, in particolare dai lottatori allenati nel muay thai, è quello effettuato afferrando l'avversario dalla nuca, detto "collar tie".
- Ground and pound: tecnica essenziale delle arti marziali miste moderne, il ground and pound consiste nell'ottenere una posizione dominante sull'avversario a terra e nel colpirlo ripetutamente con pugni, gomitate e ginocchiate; in genere è una tecnica base di quei lottatori ben allenati nelle proiezioni e che sanno difendersi dalle tecniche di sottomissione, come wrestler e judoka.
- Sprawl and brawl: tecnica molto utilizzata dagli striker, nella quale si colpisce efficacemente e contemporaneamente si cerca in tutti i modi di evitare la lotta a terra.
- Takedown: tecnica di proiezione dell'avversario a terra, generalmente effettuata sulle gambe o sul busto del rivale: per questo si differenzia dalle proiezioni tipiche del judo, ad esempio il nage waza.
- Striker: viene così definito un lottatore principalmente allenato ed abile nelle tecniche di percussione, come il karate, il kickboxing o il muay thai.
- Grappler: viene così definito un lottatore esperto nel grappling e nella lotta a terra, in genere allenato in discipline come grappling, jiu jitsu brasiliano o sambo.
- Wrestler: viene così definito un lottatore, generalmente esperto di lotta libera, judo o lotta greco-romana, che fa delle proiezioni a terra e del top-control le sue armi migliori.
- Tap out: azione effettuata da un lottatore consistente nel battere una delle mani ripetutamente a terra o sull'avversario allo scopo di dichiarare la propria resa, generalmente a causa di una presa di sottomissione o di un infortunio; può essere effettuata anche con i piedi/gambe se le braccia dell'atleta risultano immobilizzate.
- Lay and pray: termine utilizzato con intento dispregiativo per definire la volontà di un lottatore, generalmente abile nella lotta, a vincere ai punti controllando l'avversario a terra senza portare colpi o tentare la sottomissione.
- Gatekeeper: termine utilizzato anche in altri sport da combattimento come il pugilato, letteralmente significa "portinaio": indica un lottatore che, seppur molto abile e rispettato per le sue doti, non viene più considerato degno di essere un contendente al titolo per suoi limiti o perché ha già fallito più volte nei match decisivi, e di conseguenza viene utilizzato come test per gli aspiranti contendenti.
- Gas tank: termine utilizzato per indicare la resistenza muscolare e cardiovascolare di un combattente, definito "gassed out" se in preda ad estrema stanchezza e sfiatamento.

### Aspetti fisiologici
Tuttavia se parlando di professionismo non occorre fare differenze sulle abilità che determinano la vittoria di un campione, ed essendo come detto l'MMA una disciplina che ha intrapreso una specifica strada, nel mondo amatoriale e soprattutto in quello giovanile è necessario fare delle puntualizzazioni perché per costruire un buon combattente di MMA è necessario attenersi a delle regole che la natura stessa ci impone.
Le discriminanti nell'approccio all'MMA è ciò che gli studiosi definiscono “intelligenza cinestetica” e capacità propriocettiva. L'intelligenza cinestetica consiste nella capacità di un individuo di saper gestire il proprio corpo e di controllarne i movimenti, manipolare oggetti trasformarli e riorganizzarli o, nel caso dell'MMA, controllare il corpo di coloro con cui si entra in relazione, osservare situazioni e riprodurle, programmare sequenze di azioni anche a livello astratto. È un'intelligenza che permette l'apprendimento attraverso il movimento (toccando oggetti, muovendosi, interagendo con lo spazio). La propriocezione è la capacità di percepire e riconoscere la posizione del proprio corpo nello spazio e lo stato di contrazione dei propri muscoli, anche senza il supporto della vista. La propriocezione assume un'importanza fondamentale nel complesso meccanismo di controllo del movimento.
La natura stessa impone dei tempi di apprendimento di queste due capacità che rientrano in quei processi fondamentali dell'età evolutiva e che quindi rimangono più ostiche nell'età adulta, ma soprattutto la natura ci impone la metodica di apprendimento che in tutti i mammiferi è la lotta (la principale attività dei cuccioli per lo sviluppo psico-motorio).
È quindi sulla base di quanto scritto che in tutte le scuole professionistiche di MMA si attribuisce uno spazio molto ampio all'apprendimento delle tecniche lottatorie sia tra i professionisti che soprattutto nell'ambito giovanile ed infantile, come dichiarato poi dallo stesso Alessio Sakara in un suo intervento “consiglio ai giovani”.
La lotta intesa come la lotta olimpica risulta essere la disciplina più utile all'apprendimento in sicurezza di queste abilità che poi saranno indispensabili nella pratica dell'MMA. Lungi questo dal voler sostenere che la corrente wrestler sia più efficace, ma soltanto che i fondamentali inerenti a questa specialità sono più complessi e quindi da apprendere prematuramente; inoltre l'importanza della lotta come disciplina di base è andata in crescendo con la diffusione globale delle regole unificate dettate dalla commissione atletica del Nevada, mentre nel periodo di maggior successo delle MMA giapponesi tale disciplina aveva un rilievo minore.

## Regolamento

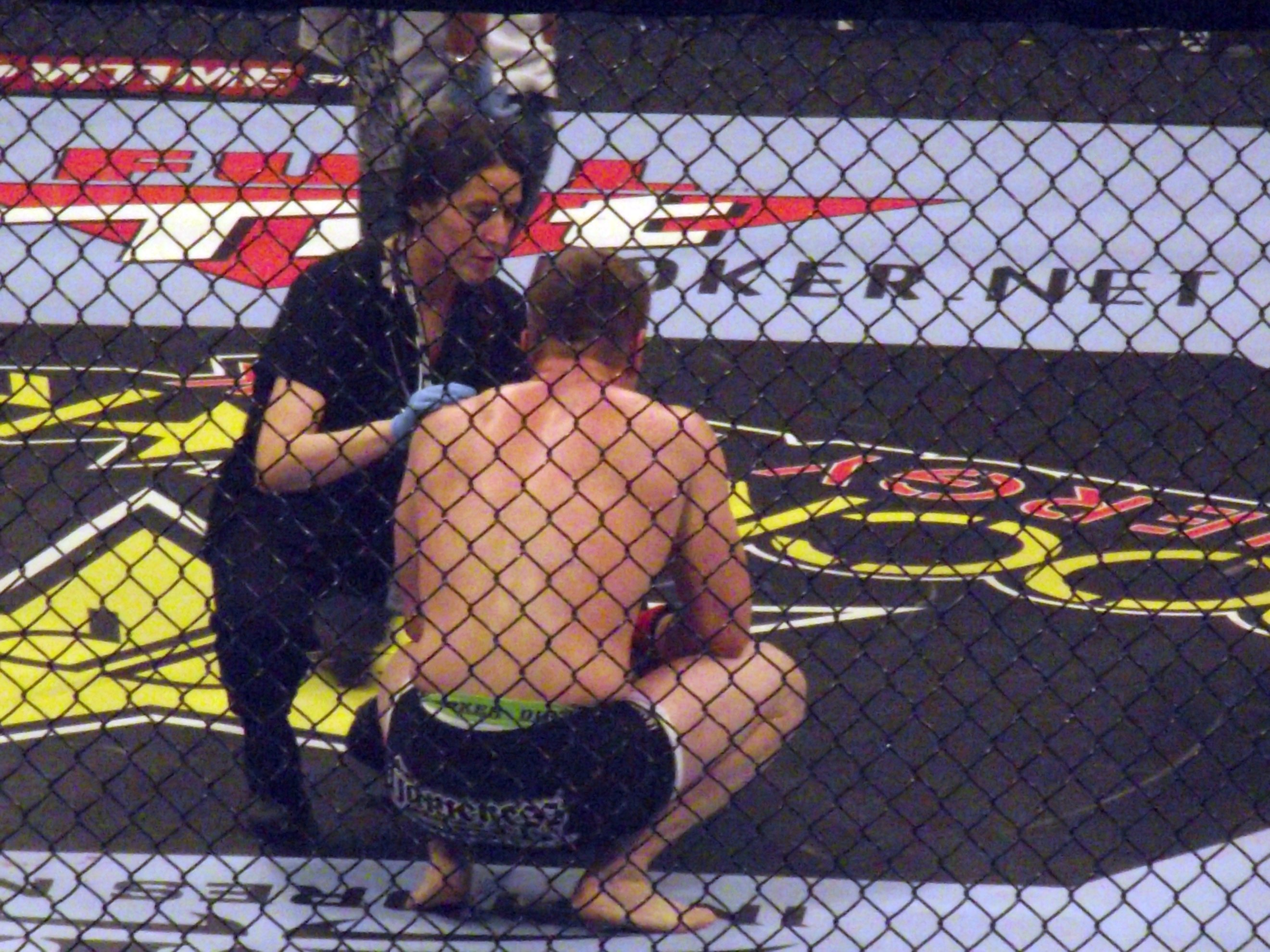
Un medico di lato si occupa di un combattente a seguito di una sconfitta.

### Set di regole presenti
- Regole Unificate

Le Unified Rules of Mixed Martial Arts sono allo stato attuale le regole più diffuse al mondo nelle MMA. Nate negli Stati Uniti, vennero redatte dalla commissione atletica della California, codificate dalla commissione atletica del New Jersey nel 2000 e adottate dalla commissione atletica del Nevada nel 2001.
Alcune delle regole più rilevanti sono:
- Ogni round ha una durata di cinque minuti con un minuto di pausa fra i round. I match si svolgono sulla durata dei tre round; in caso di match per il titolo ogni match ha una durata di cinque round.
- Tutti gli atleti dovranno combattere con pantaloncini approvati dalla commissione; non sono ammesse: scarpe, magliette, gi o pantaloni lunghi.
- Tre giudici giudicheranno ogni round ed il vincitore di ognuno riceverà dieci punti, il perdente nove o meno; se il round è pari, ogni atleta riceverà dieci punti.
- La categoria dei pesi massimi ha un limite massimo di peso di 265 libbre (circa 120 kg).
- Le gomitate sono ammesse, purché non si colpisca di punta con un movimento discendente 12-6.

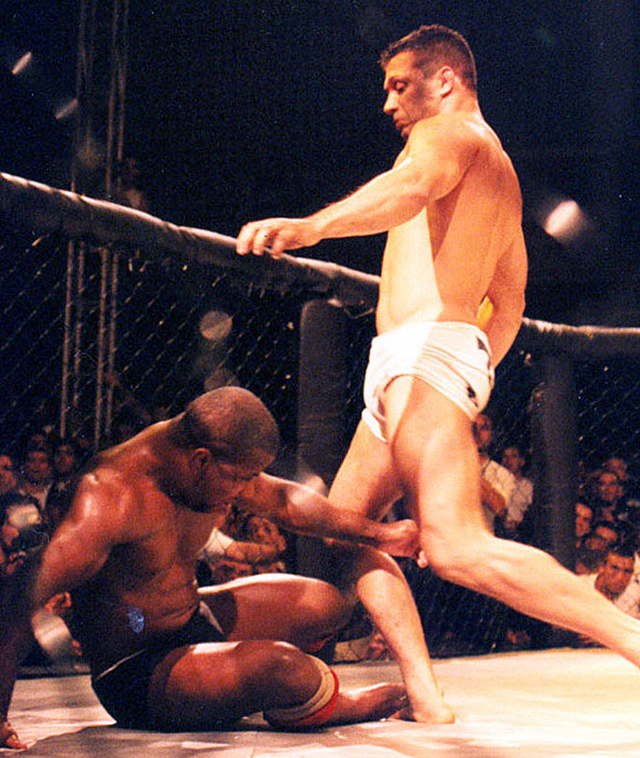
Calciare un avversario caduto, mossa ora proibita dalle regole

- Sono vietati calci e ginocchiate alla testa di un avversario a terra.

- Regole Pride FC

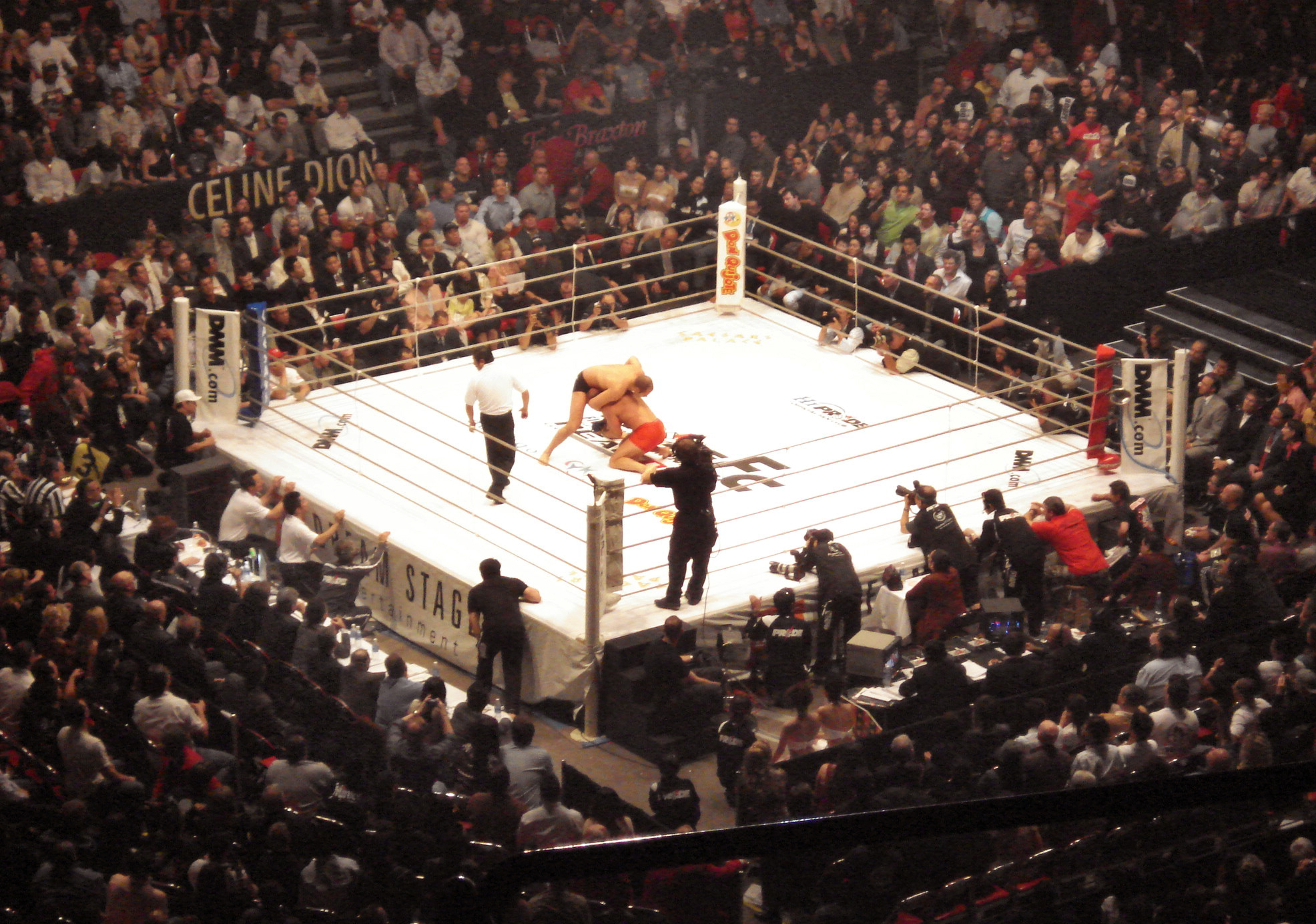
Una mossa usata nel PRIDE

La prestigiosa promozione giapponese Pride FC, attiva dal 1997 al 2007, era nota anche per l'utilizzo di un set di regole totalmente differente da quelle in vigore negli Stati Uniti.
Successivamente al fallimento ed alla chiusura avvenuti nel 2007, alcune organizzazioni di rilievo come la russa M-1 Global hanno proseguito utilizzando tale regolamento, sebbene anche quest'ultima negli anni a seguire abbandonò le regole Pride, mentre altre utilizzano una forma modificata del regolamento come quella della promozione croata FFC.
Alcune delle regole più rilevanti sono:
- Il primo round ha una durata di 10 minuti mentre i successivi due round durano cinque minuti, vi sono due minuti di pausa fra i round; i match validi per un torneo ad eliminazione diretta sono composti da soli due round.
- Gli atleti possono opzionalmente vestire scarpe da lotta, gi o pantaloni lunghi.
- Tre giudici giudicheranno l'incontro valutandolo nell'intera durata dello stesso e quindi non assegnando un punteggio per ogni round.
- La categoria dei pesi massimi raggruppa tutti i lottatori sopra i 93 kg di peso senza limite massimo.
- Sono vietate gomitate dirette al volto e alla testa dell'avversario.
- Sono ammessi calci, pestoni e ginocchiate alla testa di un avversario a terra.

- Regole Globali

Le Global Fight Rules sono un set di regole che mescola elementi delle Regole Unificate con elementi del regolamento Pride.
Sono in vigore in alcune promozioni europee ed asiatiche, tra le quali la più nota è la singaporiana ONE FC e godono dell'appoggio dell'ISKA.
Alcune delle regole più rilevanti sono:
- Ogni round ha una durata di cinque minuti con un minuto di pausa fra i round. I match si svolgono sulla durata dei tre round; in caso di match per il titolo ogni match ha una durata di cinque round.
- Tre giudici giudicheranno l'incontro valutandolo nell'intera durata dello stesso e quindi non assegnando un punteggio per ogni round.
- Le gomitate a volto e testa sono ammesse.
- La testa dell'avversario a terra può essere colpita con calci e ginocchiate ma non con pestoni discendenti.

### Sicurezza nelle MMA
Per quanto riguarda la sicurezza degli atleti, le statistiche dimostrano che la frequenza di KO nelle competizioni di MMA è più bassa rispetto alle competizioni di pugilato e, da studi effettuati dall'Università Johns Hopkins, è risultato che nelle competizioni di MMA vi è un minore rischio di lesioni traumatiche al cervello rispetto ad altri sport da combattimento che prevedono colpi alla testa.
Oggigiorno le competizioni di arti marziali miste si svolgono in una maggiore sicurezza rispetto al passato: prima, infatti, le regole erano molto poche, era ammesso quasi ogni tipo di colpo o di tecnica (nella fattispecie, gli unici colpi vietati erano quelli ritenuti "sleali", ovvero colpi ai genitali e dita negli occhi) e l'unica "protezione" che veniva usata erano i guanti (in alcuni casi, nemmeno quelli). Adesso, invece, prima di ogni incontro un team specializzato di medici spalma sul viso dei due combattenti una particolare pomata che serve a chiudere (in maniera molto sommaria) i tagli che possono verificarsi sul volto; inoltre, nell'intervallo tra un round e l'altro i medici devono controllare le condizioni dei lottatori e fermare l'incontro se ritengono che uno di loro non sia nelle condizioni fisiche di continuare il match.
Per quanto riguarda le protezioni, è obbligatorio l'uso di un paradenti, bendaggi sotto guanto e sospensorio. Alcuni colpi sono vietati e per questo il concetto di combattimento vero e proprio ne risulta un po' snaturato: a seconda del set di regole utilizzato, può essere vietato dare una ginocchiata in volto all'avversario se questi si trova a terra o in ginocchio (cosa che per molti combattenti risulterebbe quasi istintivo fare) e, in generale, non è permesso colpire alla schiena o dietro la testa; per questo, alle volte, un lottatore non si preoccupa troppo di esporre questi punti, cosa che invece in un combattimento reale risulterebbe fatale. Ad onor di ciò, il termine tecnico che si usa per indicare due lottatori che si affrontano è match (ovvero abbinamento/incontro), anche se spesso i telecronisti, per far scaldare il pubblico usano il termine fight (combattimento).
Ciononostante, le MMA riscuotono grande successo: basti guardare un qualsiasi evento UFC o i passati eventi Pride, dove vi sono migliaia di spettatori ad incontro ed i prezzi dei biglietti non sono sempre economici. I lottatori, inoltre, benché limitati da regole nel combattimento, sono comunque atleti di altissimo livello ed intraprendono dure sessioni di allenamento prima di ogni match.
Un'altra regola fondamentale è che i lottatori devono essere dello stesso peso (o quasi): come garanzia, esistono categorie di peso che cambiano di federazione in federazione, ma generalmente sono le seguenti:
| Categoria di peso                     | Limiti di peso in lb (misura anglosassone) | Equivalente in kg       |
| ------------------------------------- | ------------------------------------------ | ----------------------- |
| Pesi atomo (Atomweight)               | fino a 105 lb                              | fino a 48 kg circa      |
| Pesi paglia (Strawweight)             | da 106 lb a 115 lb                         | da 49 kg a 52 circa     |
| Pesi mosca (Flyweight)                | da 116 lb a 125 lb                         | da 53 kg a 57 kg circa  |
| Pesi gallo (Bantamweight)             | da 126 lb a 135 lb                         | da 58 kg a 61 kg circa  |
| Pesi piuma (Featherweight)            | da 136 lb a 145 lb                         | da 62 kg a 66 kg circa  |
| Pesi leggeri (Lightweight)            | da 146 a 155 lb                            | da 67 kg a 70 kg circa  |
| Pesi welter (Welterweight)            | da 156 a 170 lb                            | da 71 kg a 77 kg circa  |
| Pesi medi (Middleweight)              | da 171 a 185 lb                            | da 78 kg a 84 kg circa  |
| Pesi mediomassimi (Light Heavyweight) | da 186 a 205 lb                            | da 85 kg a 93 kg circa  |
| Pesi massimi (Heavyweight)            | da 206 a 265 lb                            | da 94 kg a 120 kg circa |
| Pesi supermassimi (Super Heavyweight) | da 266 lb in su                            | da 121 kg in su         |

Nelle federazioni femminili sono parecchio diffuse categorie di peso come i pesi paglia (Strawweight, fino alle 115 lb, ovvero 52 kg) e i pesi atomo (Atomweight, fino alle 105 lb, ovvero 48 kg). Sono frequenti incontri di catchweight, ovvero dove due contendenti appartenenti a categorie di peso differenti si accordano su un peso limite che possa soddisfare entrambi. In alcune federazioni la divisione dei pesi massimi raggruppa tutti i lottatori dai 93 kg di peso in su senza limite massimo; in passato erano frequenti incontri openweight, ovvero sfide tra lottatori di qualsiasi peso senza limiti imposti.
Il concetto di arti marziali miste si può riassumere nel pensiero di Bruce Lee:"Il miglior combattente non è un pugile, un karateka o un judoka. Il miglior combattente è qualcuno che si può adattare a qualsiasi stile di combattimento".
Un atleta di MMA quasi sempre si allena in più di una disciplina, per essere preparato alla varietà di stili di lotta che ogni avversario diverso può utilizzare; in linea generale, ci si allena in almeno una disciplina di "striking" (dove si usano le percussioni), prevalentemente pugilato e kickboxing, oppure anche muay thai, taekwondo, ecc. e una di "grappling" (dove si usano le prese), quali: lotta libera, grappling, jiu jitsu brasiliano senza gi.

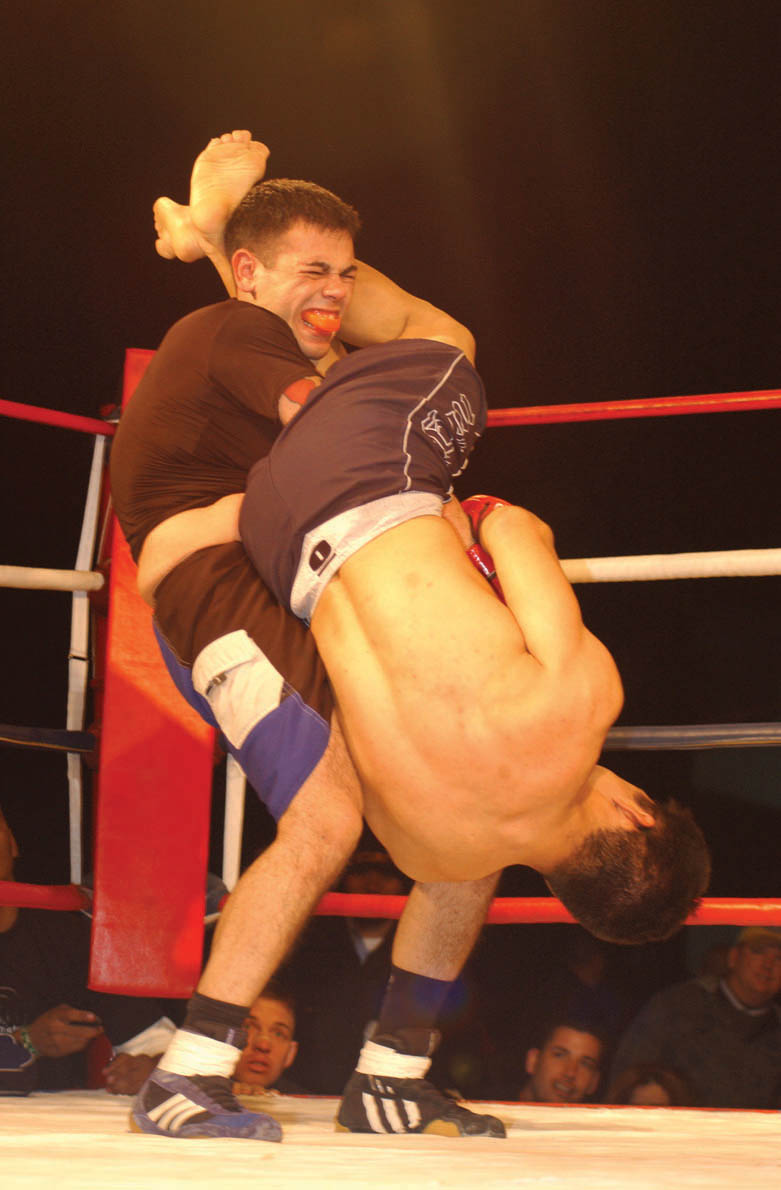
Armbar; un'azione in una lotta di arti marziali miste

## Legalizzazione delle MMA professionistiche nel mondo
- Australia

In alcuni stati dell'Australia come Victoria e Australia Occidentale è vietato l'utilizzo della gabbia nelle MMA.
- Canada

Il Canada inizialmente vietava la disciplina delle MMA e con il tempo lasciò potere decisionale alle commissioni atletiche delle singole province, alcune delle quali legalizzarono lo sport; dal 2013 le MMA sono considerate legali a tutti gli effetti nell'intera nazione.
- Cina

In Cina le MMA professionistiche vengono praticate regolarmente ed esistono diverse organizzazioni atte a promuovere lo sport; nonostante ciò l'UFC dirottò la propria scelta nell'organizzare gli eventi ufficiali a Macao e non in Cina per motivi legati al veto cinese sul gioco d'azzardo.
- Francia

Nell'appoggiare i vani tentativi da parte dell'UFC di organizzare un evento in Francia diversi editori internazionali hanno più volte dichiarato che in tale nazione le MMA sono vietate: in realtà le MMA professionistiche sono legali e regolarizzate in Francia dal 2008 con promozioni come 100% Fight che da allora organizzano costantemente eventi su suolo francese, ma il regolamento vieta i colpi diretti ad un avversario a terra, rendendo quindi inutilizzabili tecniche caratteristiche delle MMA moderne come il ground and pound; inoltre lo sport nel paese viene generalmente chiamato pancrazio e viene spesso citato come sport a sé stante, ma in realtà i risultati dei circuiti francesi di Pancrace vengono registrati ufficialmente come risultati di MMA.
- Germania

Il secondo evento organizzato dall'UFC su suolo tedesco, ovvero UFC 122: Marquardt vs. Okami del novembre 2010, venne aspramente criticato dalla stampa locale per il contenuto violento e non venne trasmesso sui canali tedeschi; l'UFC tornò comunque una terza volta in Germania nel 2014.
- Messico

Le competizioni di MMA hanno iniziato a essere legalizzate in Messico all'inizio di questo secolo. La Federazione di Arti Marziali Miste Equità e Fair Play (FAMM-EJL) è stata scelta come organismo di governo che rappresenta il Messico presso la Federazione Internazionale ed è stata riconosciuta anche dalla CONADE nel marzo 2017.
- Stati Uniti

In alcuni Stati degli USA le MMA professionistiche non sono regolamentate e, in generale, sono vietate: tra gli Stati che prevedono il divieto spicca New York.
- Svezia

In Svezia le MMA conobbero un notevole sviluppo a partire dai primi anni 2010 grazie anche a vari talenti locali che si misero in luce a livello internazionale e di conseguenza diverse promozioni estere si interessarono al paese scandinavo per organizzare eventi sul luogo; in Svezia le MMA sono regolate dalla federazione SMMAF, la quale si dimostrò rigida nel valutare determinati incontri come non equilibrati per la differenza di valori degli atleti in gioco, imponendo l'annullamento degli stessi: fu così che la federazione annullò un intero evento dell'organizzazione britannica Cage Warriors ed un incontro anche dell'UFC nell'evento UFC Fight Night: Nelson vs. Story.
- Thailandia

Tra il 2012 ed il 2013 le autorità sportive thailandesi vietarono le competizioni di MMA per poi legalizzarle nuovamente.

### Le MMA femminili

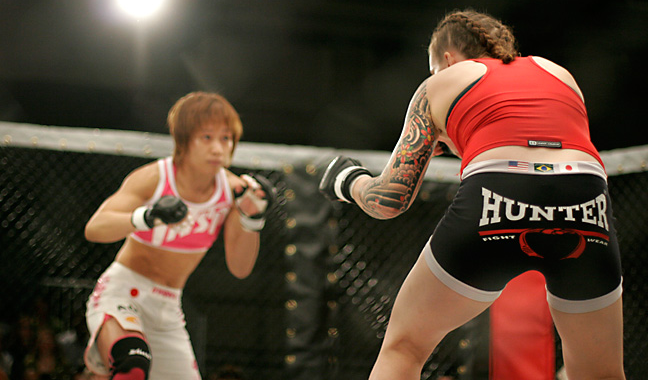
Megumi Fujii, leggenda delle arti marziali miste femminili, impegnata contro la statunitense Cody Welchlin.

Benché principalmente note per gli atleti maschi, le arti marziali miste femminili (anche abbreviate in WMMA, sigla della dicitura inglese Women's Mixed Martial Arts) già dagli anni 2000 vantano un rilievo crescente, nonché promozioni di soli combattimenti tra femmine.
Il Giappone può essere definito il paese d'origine delle WMMA, dato che si hanno riscontri di competizioni femminili già dagli anni novanta, e la prima organizzazione di soli combattimenti tra donne è stata proprio la nipponica Smackgirl, attiva dal 2001 al 2008, già erede della ReMix e sostituita dalla promozione Jewels.
È da ricordare che il primo evento di MMA che si ricordi su suolo europeo, ovvero White Dragon: Day One del 21 ottobre 1993 tenutosi a Riga in Lettonia, fu caratterizzato proprio da un incontro di MMA femminili tra Alena Lediayeva e Olga Troyan. Inoltre anche il primo evento organizzato dall'importante promozione russa M-1 Global, svoltosi il 1º novembre 1997 a San Pietroburgo, presentò ben due incontri di WMMA.
Alcune lottatrici divennero celebrità al livello delle idol, e nei primi anni 2010 si assistette ad un fenomeno simile negli Stati Uniti grazie a organizzazioni come Strikeforce e Bellator che in contemporanea promuovevano incontri di ambo i sessi. Da citare senza dubbio Megumi Fujii, considerata da molti la lottatrice più forte di sempre, e Gina Carano, che riuscì a portare alla ribalta le WMMA negli Stati Uniti.

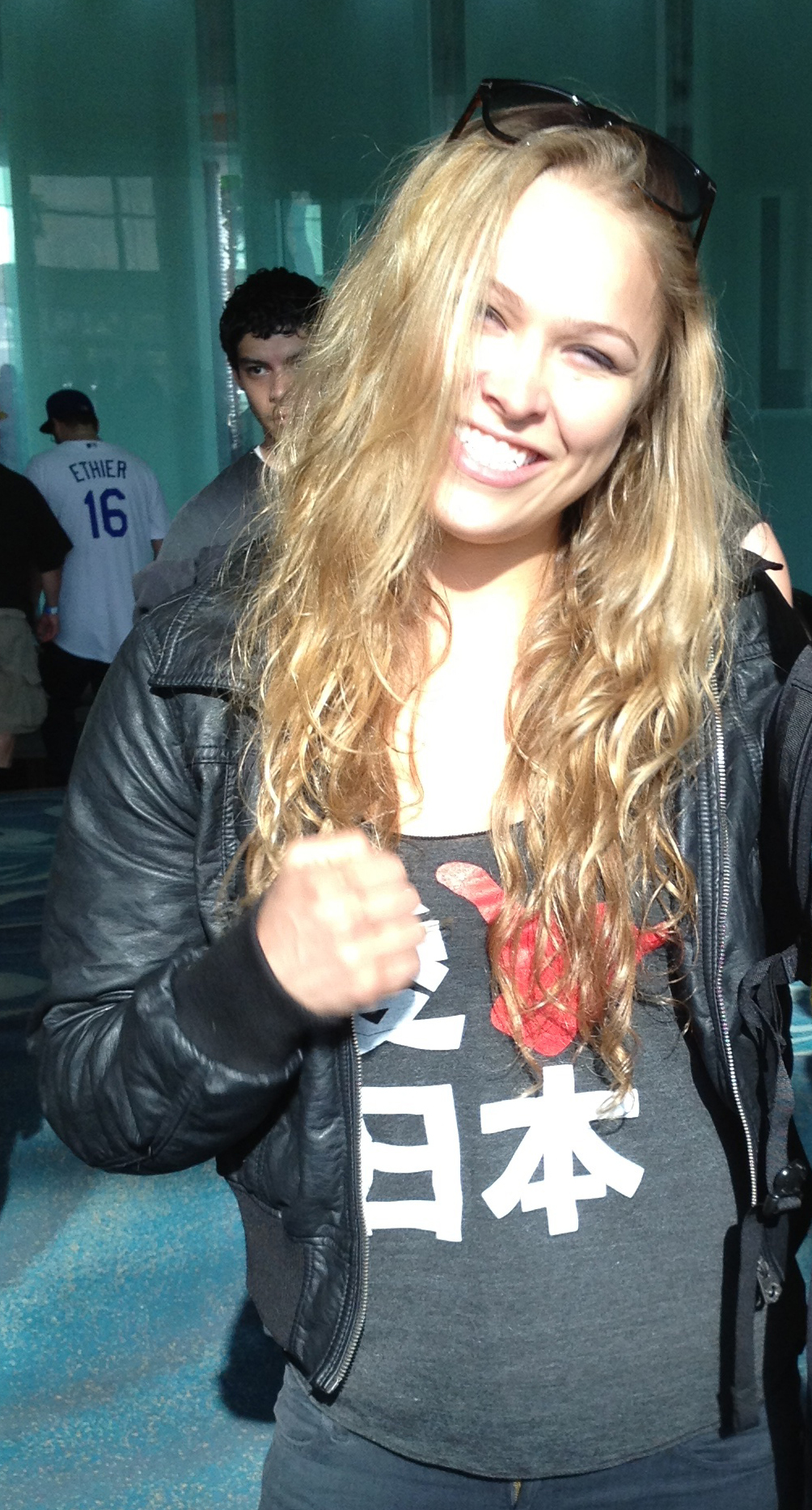
Ronda Rousey, ex campionessa UFC e Strikeforce e volto delle WMMA negli Stati Uniti.

La svolta definitiva per le WMMA statunitensi avvenne nel 2012 con l'arrivo della stella delle arti marziali miste femminili Ronda Rousey, la quale divenne campionessa Strikeforce e riuscì a portare le WMMA su un elevato livello di esposizione mediatica, a tal punto che la celebre promozione UFC decise di aprire le porte alle donne con una divisione dei pesi gallo femminili totalmente incentrata sulla ex judoka Rousey; lo stesso anno si assistette alla nascita dell'Invicta FC, ovvero la prima promozione statunitense di sole lottatrici femmine, la quale in breve tempo riuscì a catalizzare buona parte dei migliori talenti di ogni categoria di peso, grazie anche all'imminente chiusura della Strikeforce avvenuta nel 2013.
Gli incontri tra femmine in passato differivano nelle regole rispetto alle sfide tra maschi: in alcune promozioni il ground and pound era limitato ad alcune decine di secondi o addirittura vietato, in altre i round erano più brevi oppure le classi di peso variavano totalmente rispetto ai maschi.
In Giappone e non solo si è spesso dibattuto riguardo ad una possibile discriminazione nei confronti delle arti marziali miste femminili o al semplice fatto che l'interesse verso di esse fosse crescente non tanto per il livello dei combattimenti ma per il fatto di vedere delle ragazze combattere; nel 2004 il lottatore Takumi Yano, attivo nella promozione Pancrase, si rifiutò di combattere come forma di protesta alla presenza di combattimenti femminili nel medesimo evento.

### Promozioni WMMA o miste di rilievo
- Smackgirl (2001-2008, solo femminile)
- Jewels (2008-2013, solo femminile)
- Deep Jewels (2013-presente, sezione solo femminile)
- GCM Valkyrie (2008-2010, sezione solo femminile)
- K-1 (1993-presente, principalmente kickboxing ma anche MMA)
- World Victory Road (2007-2011)
- G-Shooto (1985-presente, sezione solo femminile)
- Pancrase Athena (1993-presente, sezione solo femminile)
- Strikeforce (2006-2013)
- Bellator (2008-presente)
- Cage Warriors (2001-presente)
- M-1 Global (1997-presente)
- KSW (2004-presente)
- Invicta FC (2012-presente, solo femminile)
- Dream (2008-2012)
- SFL (2011-presente)
- UFC (1993-presente)
- ONE FC (2011-presente)
- WSOF (2012-presente)
- Rings: The Outsider (2008-presente)
- Pink Fight (2012-presente, solo femminile)

### Principali organizzazioni ed enti
Esistono nel mondo diverse organizzazioni di MMA professionistiche, la più famosa e prestigiosa delle quali è la Ultimate Fighting Championship (UFC) creata nel 1993, che, in ambito dilettantistico, riconosce e supporta, anche a livello finanziario, l'International Mixed Martial Arts Federation (IMMAF).
L'UFC riconosce e supporta, anche a livello finanziario, l'IMMAF che promuove le MMA dilettantistiche e che in Italia riconosce la Federazione Italiana Grappling Mixed Martial Arts (FIGMMA).
In Italia la federazione delle arti marziali riconosciuta dal CONI (la FIJLKAM) ha delegato la gestione delle MMA alla Federazione Italiana Grappling Mixed Martial Arts (FIGMMA). La FIGMMA è, inoltre, riconosciuta in esclusiva in Italia dalla IMMAF.

### MMA ai Giochi Olimpici
Sebbene la IMMAF-WMMA abbiano da tempo presentato domanda per ammissione alla GAISF (l'organo supervisore delle federazioni sportive nazionali), passo che generalmente preannuncia l'accesso allo status di membro provvisorio del comitato Olimpico, questa domanda non è ancora stata approvata.
Il GAISF e le due federazioni MMA continuano a collaborare per trovare un accordo e a cercare soluzioni che possano sciogliere le riserve legate alla eventuale presenza di ground-and-pound durante le manifestazioni olimpiche ed alla creazione di un sistema federativo mondiale per le MMA che ne determinerebbe regolamenti, controlli anti-doping e programmi di training per coach, fighters e personale.

### Altre organizzazioni
Oltre all'UFC, le seguenti sono altre organizzazioni internazionali di arti marziali miste:
- Shooto (1985-presente)
- Pancrase (1993-presente)
- RINGS (1995-presente)
- M-1 Global (1997-presente)
- Cage Warriors (2001-presente)
- Jungle Fight (2003-presente)
- KSW (2004-presente)
- Bellator (2008-presente)
- Ultimate Warrior Challenge Mexico (2009-presente)
- AMC Fight Nights (2010-presente)
- ONE FC (2011-presente)
- PFL (2012-presente, precedentemente noto come World Series of Fighting)
- Invicta FC (2012-presente)
- SFL (2012-presente)
- Deep Jewels (2013-presente)
- Rizin Fighting Federation (2015-presente)
- Venator FC (2015-presente)
- LUX Fight League (2017-presente)
- Italian Cage fighting (2018-presente)
- Budo Sento Championship (2020-presente)

Le organizzazioni che hanno cessato di esistere sono le seguenti:
- Pride (1997-2007, acquistata da UFC)
- GCM (1998-2010)
- WEC (2001-2010, acquistata da UFC)
- Hero's (2005-2008)
- Dream (2008-2012)
- Affliction (2008-2009)
- Strikeforce (2006-2013, acquistata da UFC; dal 1985 nella kickboxing)
- International Vale Tudo Championship (1997-2016)

## In Italia

### MMA dilettantistiche
Le MMA in Italia dal 2022 sono governate dalla  Federkombat. (la Federazione degli sport di combattimento riconosciuta dal CONI) che a livello internazionale è affiliata all' IMMAF (International Mixed Martial Arts Federation)..
La FIGMMA, la Federazione Italiana Grappling Mixed Martial Arts fondata nel 2009, è stata la prima Federazione che ha gestito e sviluppato lo sport delle MMA in Italia.
Le MMA dilettantistiche prevedono il contatto pieno e il KO, ma hanno delle regole più restrittive rispetto alle MMA professionistiche, tra cui l'uso obbligatorio di equipaggiamento protettivo (paratibie e guanti a dita scoperte leggermente più imbottiti rispetto a quelli dei professionisti) e il divieto di colpire con ginocchiate alla testa e con gomitate.

### MMA professionistiche
Le arti marziali miste in Italia hanno iniziato a svilupparsi già dagli anni '90, quando erano conosciute come Free Fight e si ispiravano a eventi giapponesi come Pancrase e Rings. Uno dei primi eventi significativi fu il torneo Oktagon del 1996. A partire dalla fine degli anni 2000, le MMA professionistiche hanno conosciuto una crescita, con l'organizzazione di eventi e promozioni sia per categorie maschili che femminili. Tra le promozioni più rilevanti vi sono MMA Italy, che ha contribuito a strutturare il matchmaking di incontri professionistici, e numerosi eventi come Mix Fighting Fever, Power Nation Fighting Championship e Milano in the Cage.
Nel 2012, con la creazione del Settore Professionisti della FIGMMA, le regole sono state uniformate, garantendo sicurezza agli atleti e favorendo lo sviluppo delle MMA in un contesto legale. L'accordo con l'IMMAF ha permesso la formazione di arbitri internazionali e ha portato risultati tangibili a livello internazionale. Il sito FightMatrix, che stila classifiche dei migliori lottatori al mondo tramite algoritmo, elencava pochi italiani nei primi 250 lottatori al mondo fino al 2014, in cui spiccava il solo Alessio Sakara, quando atleti come Annalisa Bucci e successivamente Marvin Vettori hanno ottenuto un riconoscimento internazionale
Nel corso degli anni, numerose altre promozioni come Venator e The Golden Cage hanno alzato il livello degli eventi in Italia, spesso arricchiti da spettacoli musicali e collaborazioni internazionali. Marvin Vettori è emerso come uno dei principali esponenti italiani nelle MMA, raggiungendo le vette dei ranking UFC con vittorie importanti tra il 2019 e il 2020.
Nel 2021, le MMA italiane hanno fatto un ulteriore passo avanti grazie a un accordo tra The Golden Cage e la piattaforma UFC Fight Pass, che ha portato maggiore visibilità agli eventi italiani a livello globale.

## Nei media

### Cinema
- Confessions of a Pit Fighter - 2005, regia di Art Camacho
- No Rules - 2005, regia di Gerry Anderson
- Pit Fighter - 2005, regia di Jesse V. Johnson
- Undisputed II: Last Man Standing - 2006, regia di Isaac Florentine
- Flash Point - 2007, regia di Wilson Yip
- Scorpion - 2007, regia di Julien Seri
- Never Back Down - Mai arrendersi - 2008, regia di Jeff Wadlow
- Redbelt - 2008, regia di David Mamet
- Blood and Bone - 2009, regia di Ben Ramsey
- Fighting - 2009, regia di Dito Montiel
- Never Surrender - 2009, regia di Hector Echavarria
- The Red Canvas - 2009, regia di Kenneth Chamitoff e Adam Boster
- The Hammer - 2010, regia di Oren Kaplan
- Undisputed III: Redemption - 2010, regia di Isaac Florentine
- Unrivaled - 2010, regia di Hector Echavarria
- Never Back Down - Combattimento letale - 2011, regia di Michael Jai White
- Warrior - 2011, regia di Gavin O'Connor
- Colpi da maestro - 2012, regia di Frank Coraci
- Un sapore di ruggine e ossa - 2012, regia di Jacques Audiard
- Fists of Legend - 2013, regia di Kang Woo-suk
- Unbeatable - 2013, regia di Dante Lam
- Brothers - 2015, regia di Karan Malhotra
- Never Back Down - No Surrender - 2016, regia di Michael Jai White
- Never Say Never - 2023, regia di Wang Baoqiang
- The Cage - Nella gabbia - 2023, regia di Massimiliano Zanin

### Televisione
- Kingdom – 2014, serie TV
- La gabbia – 2024, serie TV

### Manga ed Anime
- Noritaka - Il re della distruzione! - 1991, scritto da Hideo Murata e Takashi Amori
- Tough - 1994, scritto da Tetsuya Saruwatari
- Shamo - Nato per combattere - 1998, disegnato da Akio Tanaka e sceneggiato da Izō Hashimoto
- Karate Shoukoushi Kohinata Minoru - 2000, scritto da Yasushi Baba
- Baki the Grappler - 2001, scritto da Keisuke Itagaki
- Holyland - 2005, scritto da Kouji Mori
- Masurao - 2005, scritto da Shin'ichi Sakamoto
- All Rounder Meguru - 2008, scritto da Hiroki Endo

### Videoclip musicali
- Sepultura - Attitude (1996)
- Megadeth - Head Crusher (2009)
- Shadows Fall - Still I Rise (2009)
- Godsmack - Cryin' Like a Bitch (2010)
- MC Hammer - Better Run Run (2010)
- Emis Killa - Parole di ghiaccio (2012)

### Videogiochi
- Sougou Kakutougi: Astral Bout (A-Wave, 1992)
- Sougou Kakutougi: Astral Bout 2 - The Total Fighters (A-Wave, 1994)
- Sougou Kakutougi Rings: Astral Bout 3 (A-Wave, 1995)
- Fighting Network Rings (Naxat Soft, 1997)
- Ultimate Fighting Championship (Opus, 2000)
- UFC: Tapout (DreamFactory, 2002)
- UFC: Throwdown (Capcom, 2002)
- UFC: Tapout 2 (DreamFactory, 2003)
- Pride GP Grand Prix 2003 (Capcom, 2003)
- UFC: Sudden Impact (Global Star Software, 2004)
- MMA Pro Fighter (Digital Chocolate, 2009)
- UFC 2009 Undisputed (Yuke's, 2009)
- UFC Undisputed 2010 (Yuke's, 2010)[65]
- EA Sports MMA (EA Sports, 2010)[65]
- Supremacy MMA (Kung Fu Factory, 2011)[66][67]
- UFC Personal Trainer (Heavy Iron Studios, 2011)[68]
- UFC Undisputed 3 (Yuke's, 2012)[69]
- EA Sports UFC (EA Sports, 2014)
- EA Sports UFC 2 (EA Sports, 2016)
- EA Sports UFC 3 (EA Sports, 2018)
- EA Sports UFC 4 (EA Sports, 2020)
- EA Sports UFC 5 (EA Sports, 2023)